# Motu Akea
Motu Akea is een zeer klein eiland in het Tokelause atol Nukunonu. Het is het meest zuidelijk gelegen eiland van de atol, en is onbewoond.
Ahua · Apia · Avakilikili · Fakanava Tau Loto · Fatigauhu · Fulumahaga · Haumagalu · Hilakehe · Hini Ailani · Lalohumu · Laulauia · Matalapa · Motu Akea · Motu Fala · Motuhaga · Motusanga · Na Hapiti · Na Taulaga · Nasapiti · Natoli · Niututahi · Nuialemo · Nukunonu · Olomoana · Patiku · Puka · Punalei · Saumangalu · Tagamako · Te Afua · Te Fakanava · Te Kamu · Te Palaoa · Te Puka i Mua · Te Puka i Muli · Te Nonu · Tima · Tokelau · Tuatiga · Tuigaika · Vaivaimai · Vini